# 운암면
운암면(雲岩面)은 전북특별자치도 임실군에 위치한 행정 구역이다.

## 지리
동쪽은 신평면·임실읍, 서쪽은 완주군 구이면·정읍시 산외면, 남쪽은 강진면·청웅면, 북쪽은 신덕면과 접한다. 섬진강 주변에 해발고도 200m 내외의 평지가 있었으나, 1928년 운암댐이 건설되면서 대부분 수몰되었고, 1965년 섬진강 다목적댐이 면의 남쪽 강진면과 산내면 사이에 축조되어 수몰지가 더욱 확대되었다. 주요 농산물은 쌀·보리 등이고 잎담배·고추·참깨 재배와 축산업이 이루어진다.

## 행정 구역
- 금기리
- 마암리
- 쌍암리
- 사선리
- 선거리
- 용운리
- 운암리
- 운정리
- 운종리
- 월면리
- 입석리
- 지천리
- 청운리
- 학암리

## 교육
- 운암초등학교 (쌍암리)
- 마암초등학교 (마암리)
- 갈담초등학교 금기분교 (폐교) - 운암면 금기길 19 (운암리)
- 운암중학교 (쌍암리)